# 아르키메데스 와선

아르키메데스 소용돌이의 예시

아르키메데스 와선(산술 와선)은 기원전 3세기의 수학자인 아르키메데스의 이름을 딴 나선이다. 이는 고정된 점을 중심으로 해서 일정한 속도로 멀어져 가며 각속도 또한 일정하다. 극좌표에서는 다음의 등식으로 표현될 수 있다.
{\displaystyle \,r=a+b\theta } (a와 b는 실수)
매개변수 a를 바꾸면 나선의 시작점이 x축 위에서 이동하며, b는 소용돌이의 폭을 바꾼다.
아르키메데스는 이러한 소용돌이를 자신의 저서인 소용돌이에서를 통해 묘사하였다.

## 같이 보기
- 로그 나선
- 축경사
- 이심률